# Toksokaroza
Toksokaroza – groźna odzwierzęca choroba pasożytnicza wywoływana przez inwazję larw glist psich lub glist kocich (toksokar).
W Polsce skażenie gleby jajami tych pasożytów dochodzi nawet do 61,9% w badanych próbkach z niektórych miast (Kraków). 
Ponadto wykazano obecność form inwazyjnych w próbkach gleby w Warszawie, Lublinie, Puławach, Bytomiu i w Poznaniu. Stwierdzono także znaczne skażenie piaskownic - potencjalnie najważniejsze miejsce zarażenia małych dzieci. Pierwotną przyczyną tego stanu rzeczy jest nieodrobaczanie przez właścicieli ich psów i kotów oraz niesprzątanie odchodów tych zwierząt. Najczęściej na toksokarozę chorują dzieci, gdyż często podnoszą one brudne ręce oraz różne przedmioty do ust i w ten sposób zarażają się tym pasożytem.

## Epidemiologia

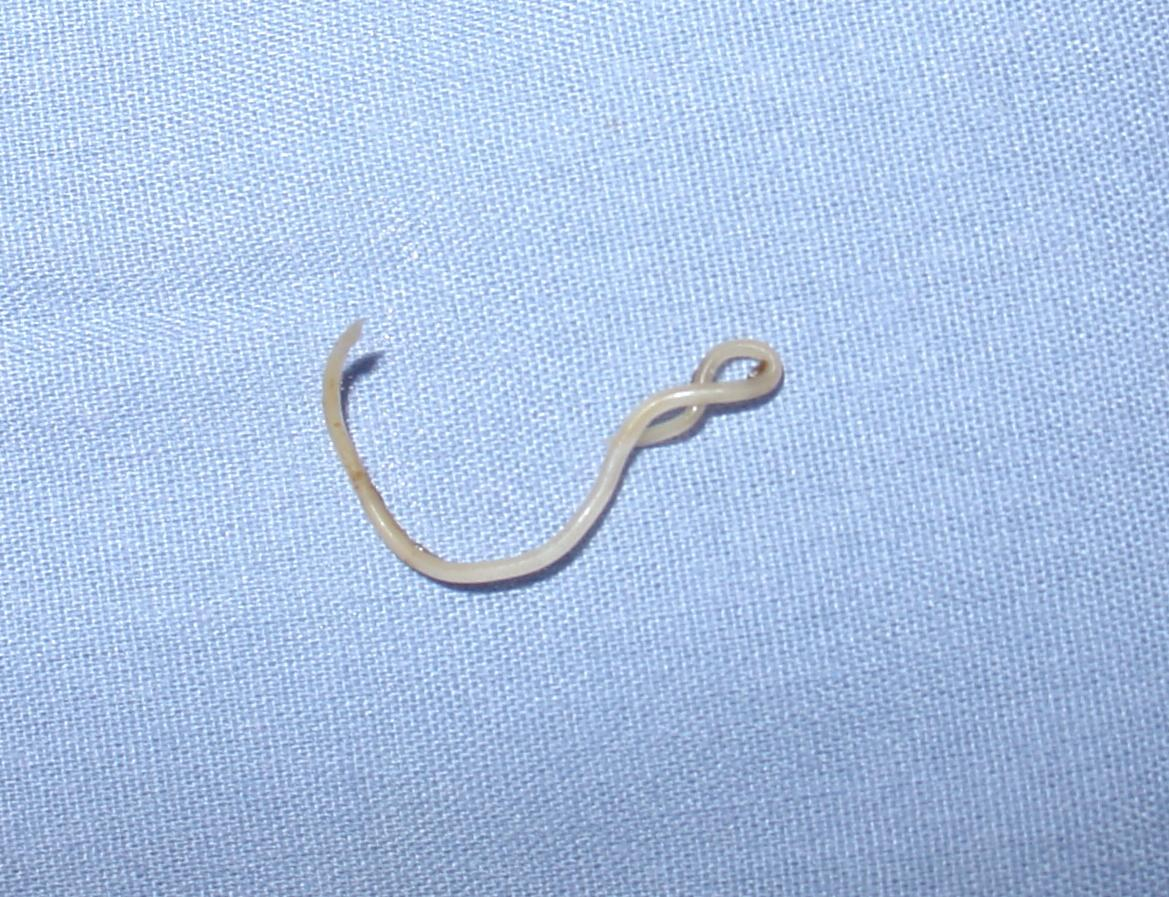
Toxocara canis

Jaja pasożytów trafiają do gleby razem ze zwierzęcymi ekskrementami. W glebie następują podziały zarodka aż do wytworzenia larwy  zdolnej do zarażenia człowieka. Jajo staje się inwazyjne dopiero po upływie 6-15 dni, w zależności od panujących warunków środowiska. Samice pasożytów bytujące w jelicie zarażonego psa lub kota wydalają dziennie ponad 200 tys. jaj. Przebywające w glebie jaja mogą zachowywać zdolność do zarażania przez okres do 10 lat.

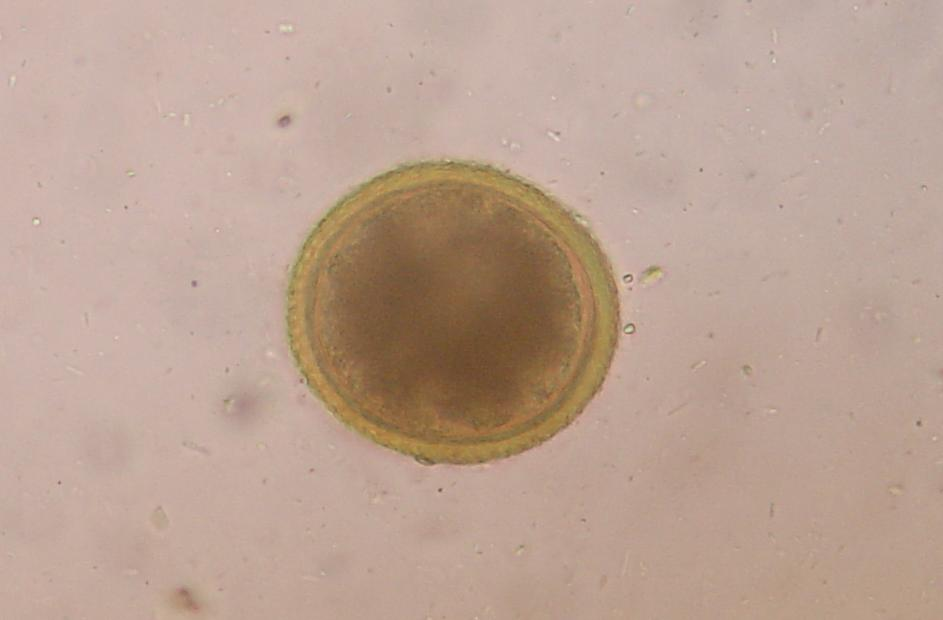
Jajo Toxocara canis

Źródłem zakażenia toksokarozą jest skażona gleba, spożyty skażony pokarm, kontakty z zakażonymi zwierzętami oraz ich odchodami. Zanieczyszczenie środowiska jajami glisty psiej i kociej występuje powszechnie na całym świecie. W badaniach środowiskowych przeprowadzonych w Polsce stwierdzono obecność jaj w 10-50% badanego materiału (piasek z podwórek, parków, plaż).
Najczęściej chorują dzieci. Zarażają się one podczas zabaw z zakażonymi zwierzętami oraz w piaskownicach, w których znajdują się inwazyjne jaja glist. Do zakażenia przyczynia się brak nawyku mycia rąk.
W organizmie człowieka (w dwunastnicy) z połkniętych jaj inwazyjnych wykluwają się larwy o długości około 0,4 mm. Przedostają się przez ściany jelita do krwiobiegu. Wraz z krwią migrują do różnych narządów organizmu i osiedlają się w nich. Pozostając w tkankach, powodują odczyn zapalny i niszczenie zainfekowanych tkanek.

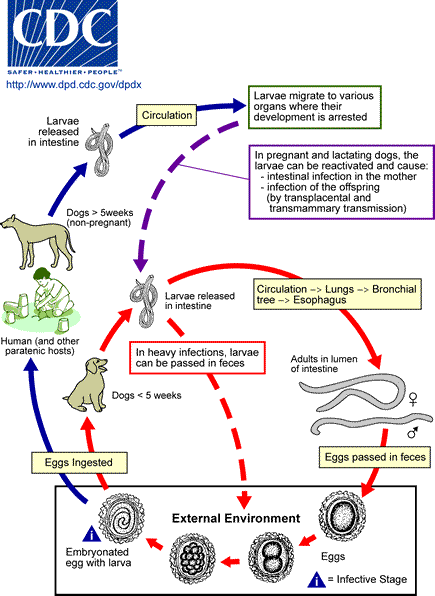
Cykl życia Toxocara canis

Większa część larw zatrzymuje się w wątrobie - i w tym narządzie większość z nich ginie. Czasem dochodzi jednak do dalszej ich wędrówki i inwazji do tkanki płucnej, ośrodkowego układu nerwowego, a nawet gałki ocznej.
Wyróżniono 4 postacie choroby:
- toksokaroza trzewna (larwy znajdują się w różnych narządach wewnętrznych, np. w wątrobie);
- toksokaroza oczna (larwy w oku);
- toksokaroza mózgowa, czyli neurotoksokaroza (larwy w mózgu);
- toksokaroza utajona (czyli bezobjawowa).

Larwy cechuje duża żywotność – pozostają żywe w organizmie człowieka nawet przez kilka lat.

## Zapobieganie
Toksokaroza przenoszona jest na ludzi wówczas, gdy nie są przestrzegane zasady higieny. Dzieci są mniej odporne niż dorośli, dlatego tak ważne jest, by myły ręce po powrocie ze spaceru, nie brały do ust piasku i ziemi i nie jadły żywności, która spadła do piaskownicy.
Psom należy podawać tabletki odrobaczające przynajmniej raz do roku, a szczeniakom cztery razy w ciągu pierwszego roku życia.
- Nie powinno się dopuszczać do kontaktów dzieci ze szczeniętami i kociętami oraz nieznanymi psami i kotami.
- Konieczna jest ochrona miejsc zabaw dzieci (np. piaskownice) przed zanieczyszczeniem odchodami zwierząt.
- Należy zobowiązać właścicieli psów i kotów do sprzątania odchodów swoich ulubieńców.
- Ważna jest okresowa wymiana piasku w piaskownicach.
- Bardzo istotne są podstawowe zasady higieny - mycie rąk po powrocie do domu, przed jedzeniem, po kontakcie ze zwierzętami.
- Dzieciom powinno się często obcinać paznokcie.
- Należy myć pożywienie (np. jarzyny lub owoce), które często jest skażone glebą zawierającą jaja toksokar.

## Objawy i przebieg
Toksokaroza w większości przypadków przebiega w sposób bezobjawowy. Jedynym wskaźnikiem inwazji larw toksokara jest eozynofilia – podwyższona liczba jednego z rodzajów białych krwinek – granulocytów kwasochłonnych. Komórki te posiadają zdolność do zabijania pasożytów tkankowych. W trakcie infekcji odsetek eozynofilów wzrasta o 40-50%, a czasami jest jeszcze większy.
Objawy chorobowe w toksokarozie zależą od stopnia inwazji oraz umiejscowienia się larw w organizmie.
W jej postaci ocznej obserwujemy pogorszenie widzenia. W badaniu okulistycznym stwierdza się patologiczne zmiany w gałce ocznej. Toksokaroza mózgu natomiast często przebiega pod postacią zapalenia mózgu. Powoduje napady drgawek. Objawy zależą od miejsca, w którym ulokowały się larwy glist.
Przy uogólnionej intensywnej inwazji larw u dziecka pojawia się wysoka temperatura (powyżej 39°C), osłabienie, leukocytoza oraz wysoka eozynofilia, powiększenie wątroby oraz hipergammaglobulinemia (wzrost stężenia immunoglobulin klasy IgG, IgM, IgE). Powiększenie wątroby jest związane z faktem, że większość larw dostaje się najpierw do wątroby. Zaatakowanie tego narządu prowadzi czasem do dolegliwości dyspeptycznych (nudności, pobolewania w okolicy wątroby).
U dzieci często występują zakażenia tkanki płucnej z objawami zapalenia pęcherzyków płucnych. Wtedy pojawia się kaszel i duszność. Z kolei u dzieci alergicznych toksokaroza płucna może nasilić objawy alergii, jak również wywoływać ataki astmy.

## Rozpoznanie
Rozpoznanie jest trudne. Badanie kliniczne z charakterystyczną triadą objawów – powiększenie wątroby, eozynofilia, hipergammaglobulinemia oraz obciążający wywiad epidemiologiczny pozwalają jedynie podejrzewać toksokarozę.
Koniecznie trzeba zaznaczyć, że bardzo wysoka eozynofilia może utrzymywać się przez wiele miesięcy, nawet jeśli przebieg choroby jest bezobjawowy.
Dużą rolę w diagnostyce toksokarozy odgrywają: badania immunoserologiczne (testy ELISA), zdjęcia rentgenowskie płuc, ultrasonografia lub tomografia komputerowa narządów dotkniętych inwazją larw.

## Leczenie
Toksokarozę powinno leczyć się w ośrodkach specjalistycznych. Przykładem takiego ośrodka jest Instytut Chorób Zakaźnych i Pasożytniczych w Warszawie, w którym znajduje się Klinika Chorób Odzwierzęcych i Tropikalnych. Oddział kliniczny chorób tropikalnych i pasożytniczych mieści się także w Poznaniu.
Im wcześniej postawione jest rozpoznanie, tym wcześniej można wdrożyć leczenie nowoczesnymi lekami przeciwpasożytniczymi, powodującymi zabicie żywych larw, które dostały się do tkanek.
Leczenie jest długotrwałe. Proces resorpcji (wchłaniania) zabitych larw, likwidacja stanów zapalnych wokół martwych już larw oraz proces naprawczy tkanek trwa bardzo długo (kilka tygodni, a nawet miesięcy).
Zaniedbanie choroby (np. późne wprowadzenie leczenia) może spowodować groźne następstwa – nieodwracalne uszkodzenia tkanek, w których doszło do inwazji larw.

## Powikłania
Nieleczona toksokaroza może być niebezpieczna, zwłaszcza w przypadku postaci ocznej, gdyż może spowodować utratę wzroku.